# Jerevanská kaskáda
Jerevanská kaskáda (arménsky: Կասկադ) je komplex budov v arménském hlavním městě Jerevanu, který propojuje dvě výškově vzdálené části města. Jeho součástí jsou terasy spojené rozsáhlými schodišti. Uvnitř stavby má sídlo Gafesčjanovo centrum umění, které spravuje i sochařskou a výtvarnou výzdobu v okolí. Na stavbu komplexu byl použit bílý travertinový kámen. Kaskáda se skládá z pěti teras na svazích propojených 572 schody. Je 302 metrů vysoká a má celkovou plochu 13 hektarů. Sklon kaskády je 15 stupňů. Kaskáda ve spodní části pokračuje Tamanjanovou třídou, z níž se péčí muzea pozvolna stává galerie pod širým nebem. Ta pak končí u budovy Arménského divadla opery a baletu. Na vrcholu kaskády se nachází náměstí Monumentální terasa s výhledem na centrum Jerevanu. Stojí na něm 118 metrů vysoký památník vytvořený kdysi ke 40. výročí existence sovětské Arménie.

## Dějiny
Koncept vytvoření kaskády a terasovitých zahrad mezi dvěma částmi Jerevanu poprvé navrhl architekt Alexandr Tamanjan ve 20. letech 20. století. Realizace se však slavný urbanista nedožil. V roce 1970, 34 let po jeho smrti, se tehdejší Sovětský svaz k myšlence vrátil. Původní projekt upravili Jim Torosjan, Sarkisem Gurzadjan a Aslan Mchitarjan. Finanční prostředky přidělila Moskva (centrum sovětské federace), protože Arménská sovětská socialistická republika projekt sama utáhnout nedokázala. Torosjan se zcela nedržel původního plánu a provedl některé změny, včetně přidání rozsáhlých schodišť, výstavních síní, nádvoří, vnitřních eskalátorů a různých soch v zahradách. Stavba začala v 70. letech, ale brzy byla přerušena, mj. kvůli olympijským hrám v Moskvě (které si vyžádaly zastavení i mnoha jiných staveb po celém SSSR). Další komplikací se stalo zemětřesení v roce 1988 a rozpad Sovětského svazu v roce 1991. Stavba byla kvůli nedostatku finančních prostředků pozastavena až do roku 2002, kdy se vláda již samostatné Arménské republiky rozhodla ji dokončit. Dokončení se ujal architekt David Hotson. Velkým mezníkem byl rok 2009, kdy bylo otevřeno umělecké muzeum. Na jeho výstavbu poskytl 128 milionů dolarů mecenáš Gerard Gafesčjan, proto nese jeho jméno. Rekonstrukce kaskády však stále pokračuje, plánováno je muzeum skla v horním patře a dvě kina.